# Cisplatină
Cisplatina este un medicament chimioterapic utilizat pentru tratamentul mai multor tipuri de cancer, printre care se numără: cancerul testicular, cancerul ovarian, cancerul cervical, cancerul de sân, cancerul de vezică urinară, cancerul esofagian, cancerul pulmonar, mezoteliomul, neuroblastomul și epiteliomul scuamo-celular de cap și gât. Calea de administrare este intravenoasă.
Cisplatina este un compus derivat de platină (IUPAC: cis-diaminodicloroplatină (II) ) și este un inhibitor al replicării ADN-ului. Se află pe lista medicamentelor esențiale ale Organizației Mondiale a Sănătății.